# Fáy Ferenc (költő)
Fáy Ferenc (Pécel, 1921. június 20. – Toronto, 1981. június 10.) költő, az emigráns magyar líra kiemelkedő alakja.

## Pályája
Édesapja a polgári származású Fáy Ferenc (1891–1959), tanár, irodalomtörténész, anyja Ivákits Mária (1894–1951) festőművész. Idősebb Fáy Ferenc eredetileg Stern Ferencként született, majd 1935-ben megváltoztatta gyermekeivel együtt a családnevét. Az új családnév kiválasztása, Fáy Ferenc költő apai nagyanyja után, a nemesi származású, Stern Henrikné fáji Fáy Ilona (1869–1954) asszony után történt meg.
Fáy Ferenc elemi iskoláit Pécelen végezte. Középiskoláit Budapesten, Aszódon és Bonyhádon fejezte be az Evangélikus Főgimnáziumban, ahol érettségizett. A Ludovika Akadémia elvégzését követően Jutason kiképzőtisztnek nevezték ki. A második világháborúban alakulatával 1944-ben amerikai fogságba esett, ahol egy évet töltött Franciaországban, fogolytáborban. Hazakerülése után Kőbánya elöljáróságán dolgozott mint tisztviselő, rövid első házasságából egy kislány született. 1947-ben fél évre internálták, majd letartóztatták. Az ÁVO-n annyira megverték, hogy rabkórházba került, ahonnan sikerült megszöknie. Jugoszlávia felé szökött, ahol 8 hónapot töltött koncentrációs táborban, közben felesége elvált tőle. Olaszországba került, majd 1951-ben kivándorolt Kanadába, ahová követte második felesége, Mitschke Teréz, és házasságukból két fiuk és három lányuk született. Dolgozott dohánytörőként, később: bányász, majd erdőirtó. Sokáig élt nagy szegénységben mint munkanélküli. Végül Torontóban helyezkedett el az Iskolaszéknél. Torontóban verseskötetei jelentek meg, verseit közli a római Katolikus Szemle, a budapesti Vigilia és az Irodalmi Ujság. Munkásságát többek között Határ Győző és Gyöngyös Imre méltatta, Márai szerint pedig egyenesen a „legnagyobb élő költő - beleértve az otthoniakat is”. 1973-ban Sík Sándor-díjban részesült. Magyarországon 2005-ben a „Hazátlanul” című antológiában jelentek meg válogatott versei, a KRÁTER kiadó (Pomáz) gondozásában. 2006-ban 15 verséhez Dinnyés József daltulajdonos írt dallamot és „Mondjátok el” címmel egy CD-lemezen adta ki azt.

## Emlékezete
Pécelen utcát neveztek el róla (Fáy Ferenc utca, amely a Damjanich utcától a Széchenyi utcáig fut).

## Kötetei
- Jeremiás siralmai (versek, Toronto, 1956)
- Az írást egyszer megtalálják (versek, Toronto, 1959)
- Törlesztő ének (versek, Toronto, 1963)
- Magamsirató (versek, Toronto, 1967)
- Áradás (versek, Toronto, 1972)
- Kövületek (versek, Toronto, 1977)
- Összegyűjtött versei (versek, Toronto, 1981)
- Fáy Ferenc összegyűjtött versei; szerk., sajtó alá rend., utószó Heltai Miklós; 2. kiad.; Széphalom Könyvműhely, Bp., 2015
- Évák. Szerelmi dalciklus, 1946-1948; Pro Pannonia, Pécs, 2015 (Pannónia könyvek)

## Külső hivatkozások
- Fáy Ferenc verseit olvasva
- Pásztorének
- Verslemez Archiválva 2020. december 5-i dátummal a Wayback Machine-ben
- Fáy Ferenc életrajza
- Megzenésített versei